# Weston (Oregon)
Weston è una città degli Stati Uniti d'America situata nell'Oregon, nella Contea di Umatilla.